# Die Flottenpflaume
Die Flottenpflaume (Originaltitel: Flådens friske fyre) ist ein dänischer Spielfilm von Finn Henriksen aus dem Jahr 1965. Das Drehbuch stammt von Carl Ottosen. Die Hauptrollen sind mit Dirch Passer, Ghita Nørby und Ove Sprogøe besetzt. In Dänemark kam der Film zum ersten Mal am 3. September 1965 ins Kino; in Deutschland hatte er seine Premiere am 29. August 1969.

## Handlung
Es sind schon ordentliche Kerls, die drei jungen Männer auf einem dänischen Fischkutter. Ihre Arbeit verrichten sie mit Tatkraft, Herz und Gemüt. In der Liebe sind sie teilweise etwas schwerfällig. Doch ihr Hauptkummer ist das noch nicht abgezahlte Schiff. Bevor sie die unerbittliche Bank befriedigt haben, müssen sie alle drei auch noch zum Militär, und zwar als Matrosen auf ein stolzes Kriegsschiff. Sie bleiben wohl halbwegs in ihrem Metier, doch bringen sie als nicht sehr anpassungsfähige Zivilseeleute manches durcheinander, was besonders den Ersten Offizier öfters zur Weißglut treibt.
Den kleinen Kutter befahren inzwischen der Vater und die Schwester des einen der drei munteren Matrosen. Doch deren Fang will nicht so recht voran, und so dirigieren die drei kurzerhand unter heimlicher Benutzung der Funkanlage des Kriegsschiffs ihren Kahn zu den guten Fischgründen. Als der Banktermin naht und immer noch nicht genug Geld für die Begleichung der Schuld zusammen ist, ordnet der Kommandant des Kriegsschiffes selbst die Mithilfe der ganzen Besatzung an, als ein riesiger Aalzug gut vor den Netzen liegt. Damit ist alles in Butter: in letzter Minute wird die Bank zufriedengestellt, und mit der Liebe klappt es bei den Dreien auch noch richtig, wobei sich der eine mit väterlichem Wohlwollen die Tochter des Ersten Offiziers angelt.

## Kritik
Das Lexikon des Internationalen Films zieht folgendes Fazit: Die eher albernen als lustigen Abenteuer dreier Fischer in der dänischen Kriegsmarine. Handlungsarmes Lustspiel ohne Witz und Humor. Eine etwas bessere Meinung von dem Streifen hat der Evangelische Film-Beobachter: Nicht mehr ganz so frisch und urwüchsig wie andere heitere Filme aus Dänemark mit der inzwischen schon gut bekannten Besetzung, aber immer noch eine unbeschwerte Unterhaltung ohne Tiefgang.